# کتابخانه یوناوا
کتابخانه یوناوا یا کتابخانه عمومی شهرداری منطقه یوناوا (لیتوانیایی: Jonavos rajono savivaldybės viešoji biblioteka) یک کتابخانه عمومی در شهر یوناوا در لیتوانی است.
در طول جنگ جهانی دوم کتابخانه بسته شد و تمام کتاب‌ها از بین رفت. از سال ۱۹۴۵ تا ۱۹۴۶ کتابخانه عمومی مجدداً افتتاح گردید.